# Калманка
Калма́нка — село в Алтайском крае России. Административный центр Калманского района и Калманского сельсовета.

## География
Расположен в центральной части края, в пределах Приобского плато, в 45 км к югу от Барнаула.
Климат
Климат умеренный, резко континентальный. Средняя температура января составляет −17,7 °C, июля — +19,6 °C. Годовое количество атмосферных осадков — 350—400 мм.

## История
Калманка впервые упоминается в 1745 году. Основана 5 семьями прибывшими на 40 подводах, их потомки до сих пор проживают в селе.
В конце XVIII века в Калманке проживало 192 души мужского пола; к 1882 году – 450 душ.
В XIX веке местные жители выращивали зерно на продажу, в селе работали маслобойня, кондитерский цех, ветряная мельница и кожевенный завод.

## Население
| 1893 | 1926 | 1939 |
| ---- | ---- | ---- |
| 1753 | 4537 | 3366 |

| 1939  | 1959  | 1970  | 1979  | 1989  | 1997  | 1998  | 1999  | 2000  | 2001  | 2002  | 2003  |
| ----- | ----- | ----- | ----- | ----- | ----- | ----- | ----- | ----- | ----- | ----- | ----- |
| 3366  | ↗3801 | ↘3201 | ↗3379 | ↗3828 | ↘3827 | ↗3848 | ↗3907 | ↘3834 | ↗3932 | ↘3851 | ↘3777 |
| 2004  | 2005  | 2006  | 2007  | 2008  | 2009  | 2010  | 2011  | 2012  | 2013  |       |       |
| ↘3742 | ↘3704 | ↘3690 | ↘3672 | ↗3674 | ↗3712 | ↘3440 | ↘3419 | ↘3278 | ↘3203 |       |       |

Национальный состав
Согласно результатам переписи 2002 года, в национальной структуре населения русские составляли 94 % от 3657 чел.

## Известные уроженцы, жители
- Поткин, Владимир Иванович (1938 — 1999) — конструктор танков, создатель современного российского танка Т-90
- Камилов, Владислав Георгиевич (29 августа 1995) — российский футболист, полузащитник клуба РПЛ «Ахмат» из города Грозный. Мастер спорта России

## Инфраструктура
Социальная сфера
В селе есть общеобразовательная средняя школа, детский сад, библиотека, больница, поликлиника, музыкальная школа.

## Транспорт
Проходит федеральная автомобильная трасса А-322 Барнаул — граница с Республикой Казахстан и участок Турксиба Западно-Сибирской железной дороги. До ближайшей железнодорожной станции Калманка 27 км.